# Varró Dániel
Varró Dániel (Budapest, 1977. szeptember 11. –) József Attila-díjas magyar költő, műfordító.

„Volt egy úr, lakhelye Piripócs,

Fogkrémmel ette a pirítóst.

Rakott rá ribizlit,

Kérdezték: hogy ízlik?

Azt mondta: finom, csak kicsit sós.”

– Varró Dániel

## Élete

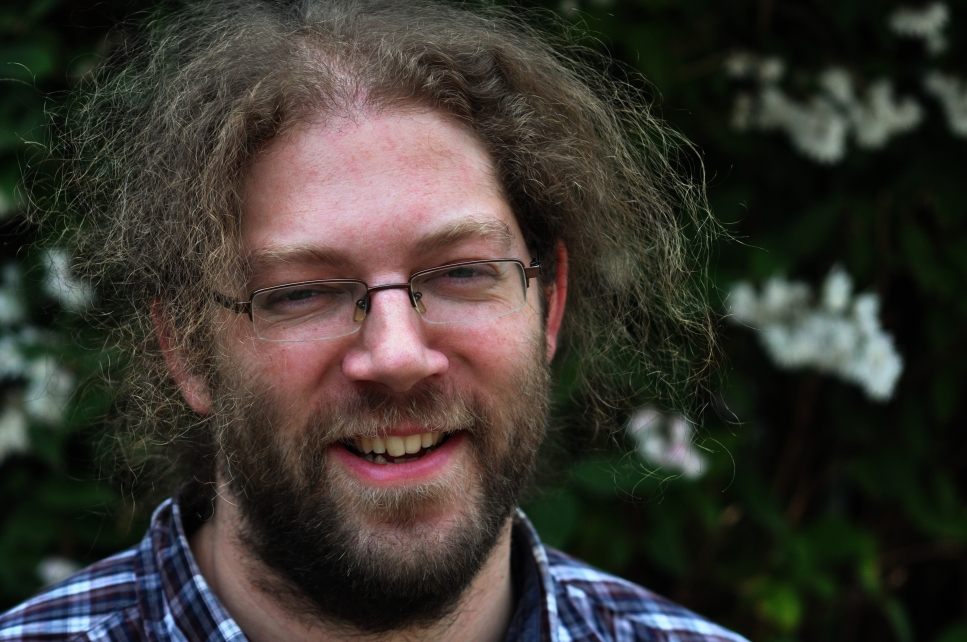
Stekovics Gáspár felvétele

Első verseit 12 éves korában (1989) írta, mely meghozta számára első költői sikerét is – a Bögre azúr című kötet fülszövege szerint – egy eposztrilógiával. A XII. kerület – Németvölgy lakója és a "Mackós" iskola tanulója volt. Az Alternatív Közgazdasági Gimnáziumban érettségizett le 1996-ban. Gimnazista kora óta publikál verseket és műfordításokat különböző irodalmi lapokban és folyóiratokban. 
1996-tól az ELTE-BTK magyar–angol szakára járt, a JAK műfordító füzetek szerkesztője. Öt önálló kötete jelent meg, és emellett több (főleg gyerekeknek szóló) kötet társszerzője is. Első verseskötete Bögre azúr címmel 1999-ben, 21 éves korában jelent meg a Magvető Kiadó gondozásában. Második könyve, a Túl a Maszat-hegyen című verses meseregény 2003-ban látott napvilágot. A műből azóta készült a budapesti Bábszínházban bábmusical, amely alapja egy azonos címmel megjelent kalandlemeznek is, melynek zeneszerzője Presser Gábor. 
Harmadik kötete, a Szívdesszert 2007 decemberében került a könyvesboltok polcaira, melyben változatos költői formákban jeleníti meg a szerelem témáját, az elégiától a makámiáig. A kötetből Mácsai Pál felolvasásával hangoskönyv készült. A Kerge ABC című verseskötete, amely Szabó T. Annával és Tóth Krisztinával közös munkája, az óvodás és kisiskolás gyerekeket segíti az ábécé elsajátításában: a kötetben szereplő állatok neveinek kezdőbetűi megegyeznek a magyar ábécé 44 betűjével. Ezt követte az Akinek a lába hatos – Korszerű mondókák kisbabáknak címmel jelent meg 2010-ben. Ennek folytatása az Akinek a foga kijött (2011). 2012-ben megjelent az Agócs Írisz által illusztrált, gyermekverseket tartalmazó Nem, nem, hanem című könyve.
Műfordítói tevékenységet végez, verseket, színdarabokat fordít. Drámafordításait és egyéb (önálló vagy másokkal közösen írt) színházi munkáit számos budapesti és vidéki színház tűzte műsorára.
2005 óta tagja a Szépírók Társaságának, 2008 óta pedig a MAOE (Magyar Alkotóművészek Országos Egyesülete) tagja.
Három gyermek, Misi, Jancsi és Béni édesapja. Második kisfia születését követően Pilisszentivánra költözött.

## Önálló kötetei
- Bögre azúr (1999, Magvető Kiadó ) ISBN 9631421597
- Túl a Maszat-hegyen (2003, Magvető Kiadó ) ISBN 9631423484
- Szívdesszert. Kis 21. századi temegén; Magvető, Budapest, 2007 ISBN 9789631426113 (Rácz Nóra nonfiguratív rajzaival)
- Vesztegzár a Grand Hotelben. Zenés vígjáték két részben; Rejtő Jenő regényéből írta Hamvai Kornél, zeneszerző Darvas Benedek, versek Varró Dániel; Nemzeti Színház, Budapest, 2008 (Nemzeti Színház színműtár)
- Akinek a lába hatos – Korszerű mondókák kisbabáknak (2010, Manó Könyvek ) ISBN 9786155028052
- Akinek a foga kijött – Még korszerűbb mondókák kevésbé kis babáknak (2011, Manó Könyvek) ISBN 9786155028502
- Nem, nem, hanem (2013, Manó könyvek) ISBN 9786155220708
- Akinek a kedve dacos – mondókák apró lázadóknak (2014, Manó Könyvek)
- Mi lett hova?; Jelenkor, Pécs, 2016
- Nie, nie, nie, veruveru nie (Nem, nem, hanem); szlovákra ford. Vlado Janček, Eva Andrejčáková; Verbarium, Bratislava, 2017
- Aki szépen butáskodik; ill. Szűcs Édua; Jelenkor–Central, Budapest, 2018
- A szomjas troll. Kis viking legendárium; Jelenkor, Budapest, 2018
- Csütörtök, a kisördög; Jelenkor, Budapest, 2019

## Egyéb költői munkái
- Állatok a tubusból – festészeti album, Alföldi Róbert válogatása, Lackfi János, Tóth Krisztina, Varró Dániel verseivel gazdagítva, 2003, Csimota ISBN 9638635010
- Verses-képes gyerekjóga – Karádi Róberttel, Gál Évával és Szentesi Csabával közösen, 2007, Jaffa ISBN 978-963-960-434-6
- KERGE ABC – Tóth Krisztinával és Szabó T. Annával közösen, 2008, Magvető ISBN 978-963-976-802-4
- Áfonyka – Varró Zsuzsa meséje a költő versbetéteivel, 2015, Holnap kiadó

## Hangfelvételek
- Túl a Maszat-hegyen – hangoskönyv (előadja: Mácsai Pál, Kossuth, 2004)
- Túl a Maszat-hegyen – zenés kalandlemez (a Budapest Bábszínházban bemutatott bábmusical alapján, zeneszerző: Presser Gábor 2005, Sony BMG 82876743692)[2]
- Bögre azúr – hangfelvétel a szerző előadásában CD-n (hangoskönyv 2007, Magvető, ISBN 9789631425833)
- Szívdesszert – hangoskönyv (Előadja: Mácsai Pál, 2007, Magvető, ISBN 963-142-656-4)
- Túl a Maszat-hegyen – zenés-verses minekmondják (CD + szövegkönyv melléklet, a Pesti Színház előadása alapján)
- Bociboci így búgtok ti – versmegzenésítés (Kosbor Trió CD-je, közreműködik: Rudolf Péter, Hangvető, 2013)

## Színházi munkái
- A csoda (Pavel Chmiral bábjátéka alapján, Budapest Bábszínház, 2001)
- A brémai muzsikusok (librettó Csemiczky Miklós meseoperájához, 2003)
- Túl a Maszat-hegyen (Presser Gábor zenéjével, Budapest Bábszínház, 2005)
- Vesztegzár a Grand Hotelban (Hamvai Kornéllal közösen, Nemzeti Színház, 2008)
- Líra és Epika (Szabó Borbálával közösen, Budapest Bábszínház, 2009)
- Túl a Maszat-hegyen (Teslár Ákossal és Presser Gáborral, Pesti Színház, 2010; Miskolci Nemzeti Színház, 2011; Hevesi Sándor Színház, 2011)
- A zöld kilences (Darvas Benedekkel és Hamvai Kornéllal közösen, Vígszínház 2012)
- Leányvásár (Vinnai Andrással közösen, Szegedi Szabadtéri Játékok, 2013)

## Fordításai

### Kötetek, antológiák
- Akhilleusz és a teknőc – kortárs cseh költők 1996
- Robert Frost versei Európa kiadó, 1998
- A gateway to the Sea – Kapu a tengerre ELTE Anglisztika Tanszék, 1998
- William Butler Yeats válogatott versei Európa kiadó, 1999
- Barátdalok és szerelmes énekek Íbisz kiadó, 1999
- Johann Wolfgang von Goethe: Nyugat-keleti díván Magyar könyvklub, 2001
- Skót bárdok, magyar költők – hétszáz év skót verseinek antológiája Ráció kiadó, 2007
- Lewis Carroll: Sylvie and Bruno I. (versek) Noran kiadó, 2008
- Lewis Carroll: Alíz kalandjai Csodaországban és a tükör másik oldalán (versek) Sziget kiadó, 2010
- Zdeněk Miler: Egy hét a kisvakonddal; ford. Varró Dániel; Móra, Budapest, 2012

### Folyóiratok
- Alföld
- Bárka
- Holmi
- Jelenkor
- Kalligram
- Mozgó Világ
- Napút
- Polisz
- Sárkányfű

### Színdarabok, opera- és musicalfordítások
- David Harrower: Kés a tyúkban (Kamra, 1999)
- Harold Pinter: Születésnap (Radnóti Színház, 2000)
- David Mamet: Titkosírás (in: Titkosírás – Mai amerikai drámák, Európa, 2000)
- Martin McDonagh: A kripli (Radnóti Színház, 2001)
- Peter Maxwell Davies: Feltámadás (Sziget Fesztivál 2001)
- Tom Stoppard: Travesztiák (in: Tom Stoppard drámák, Európa, 2002)
- Mark Ravenhill: Shopping and Fucking (Thália Színház, 2002)
- Masterov – Kander – Ebb: Cabaret (Vörös Róberttel közösen, Budapesti Operettszínház, 2002)
- Edward Albee: Szilvia, a K. (Radnóti Színház, 2003)
- A. J. Lerner: My Fair Lady (Pécsi Nemzeti Színház, 2003)
- Martin McDonagh: Vaknyugat (Pesti Színház, 2004)
- William Congreve: Így él a világ (Katona József Színház, 2005)
- William Shakespeare: Rómeó és Júlia (Új Színház, 2006; Vígszínház, 2011)
- Fosse – Kander – Ebb: Chicago (Hamvai Kornéllal, Győri Nemzeti Színház, 2007)
- Gilbert – Sullivan: Kalózkaland (Szegedi Nemzeti Színház, 2009)
- William Shakespeare: Lear király (Nemzeti Színház, 2010)
- William Shakespeare: Makrancos Kata (Vígszínház, 2012)
- Mozart: Varázsfuvola (Zeneakadémia, 2013)
- Carlo Goldoni: Két úr szolgája (Vígszínház, 2014)
- Vidovszky László: Nárcisz és Echo (Budapest Operettszínház, 2014)

### Könyvfordítások
- Shel Silverstein: Lafkádió – az oroszlán, aki visszalőtt – Sík kiadó, 2002, ISBN 9799639270113
- Shel Silverstein: Shelby bácsi állatkertje – Ciceró kiadó, 2013, ISBN 9789635398188
- Mira Lobe: A kicsi Én Én Vagyok – Ecovit kiadó, 2013, ISBN 9789638874399
- Shona Innes: Az internet olyan, mint a pocsolya – Kolibri, 2014, ISBN 9786155450648
- Shona Innes: A játszótér olyan, mint a dzsungel – Kolibri, 2014
- Shona Innes: A barátság olyan, mint a mérleghinta – Kolibri, 2014
- Shona Innes: Az élet olyan, mint a szél – Kolibri, 2014
- Shel Silverstein: Másfél zsiráf – Cicero, 2014
- T. S. Eliot: Macskák. Oposszum Apó hasznos és mulattató Macskáriuma; ford. Havasi Attila, Varró Dániel; Pagony, Budapest, 2019
- Diótörő; E. T. A. Hoffmann nyomán; Jelenkor, Budapest, 2020

## Díjai
- Holmi Versfordítás-pályázat 3. díj (1993)
- Bródy Sándor-díj – különdíj (1999)
- NKA-ösztöndíj (2000)
- Új Magyar Hangjáték Díj (2000)
- Az Országos Színházi Találkozó különdíja (A Kés a tyúkban fordításáért) (2000)
- Móricz Zsigmond-ösztöndíj (2002)
- Petőfi-díj (2003)
- Bárka-díj (2003)
- Gundel művészeti díj (2004)
- Az Év Gyermekkönyve díj (2004)
- Fitz József-könyvdíj (a könyvtárosok közönségdíja) (2004)
- József Attila-díj (2005)
- Magyar Köztársasági Arany Érdemkereszt (2007)
- Színikritikusok díja – Legjobb új magyar dráma (2009)
- NKA-ösztöndíj (2009)
- Holmi versfordítói pályázat megosztott első díja (2010)
- Győri Könyvszalon alkotói díj (2011)[3]
- Merítés-díj (2016)
- Térey János-ösztöndíj (2020)
- A Magyar Érdemrend lovagkeresztje (2020)[4]